# Автоморга
Автоморгата представлява комплекс от изоставени и повредени автомобили, чиито работещи части се продават за употреба в други автомобили, а неизползваемите части се претопяват и преработват. Удобството на автоморгата е в това, че обикновено там биват разглобявани цели коли и може да се намери и закупи почти всичко – от копче за регулиране на осветлението на таблото до цял заден мост. Предимство е и това, че частите са оригинални, но на много по-ниски цени от обикновен автосервиз, защото са втора употреба.

## Коли за скрап
Коли за скрап е бизнес, при който дадена компания или човек изкупува стари и ненужни леки и тежки автомобили. Продавачът печели, понеже получава пари за стар автомобил, а също така и специална бележка, с която удостоверява, че той вече не е собственик на колата и няма да плаща данъци за нея. Купувачът пък печели от разпродажба на колата на части.